# L'Aimant
Pour plus de détails, voir Fiche technique et Distribution.
L'Aimant (titre original : The Magnet) est un film britannique réalisé par Charles Frend, sorti en 1950.
Le film suit un jeune garçon qui grâce à un aimant, est entraîné dans diverses aventures.

## Synopsis
Un garçon âgé de dix ans et à l'imagination débordante vivant à Liverpool parvient à refiler une montre soi-disant invisible à un autre garçon en échange d'un puissant aimant. Après cette escroquerie, Johnny est impliqué dans un enchaînement de quiproquos, où il cherche à se débarrasser de l'aimant et au terme duquel il devient un héros local. Cependant, l'enfant se croit poursuivi par la police et a mauvaise conscience. Il finira par redonner la montre au jeune garçon du début,.

## Fiche technique
- Titre : L'Aimant
- Titre original : (The Magnet[1])
- Réalisation : Charles Frend[1]
- Scénario : T. E. B. Clarke[1]
- Montage : Lionel Banes
- Musique : William Alwyn[3]
- Producteur : Michel Balcon[1]
- Société de production : Ealing Studios[1]
- Société de distribution : General Film Distributors[1] et Universal Pictures
- Pays de production :  Royaume-Uni
- Langue : anglais
- Format : Noir et blanc[3] — 35 mm — 1,37:1 — Son : Mono
- Genre : Comédie dramatique
- Durée : 79 min (1 h 19)[3]
- Dates de sortie : 
  - Royaume-Uni : 19 octobre 1950
  - États-Unis : 26 février 1951

## Distribution
- Stephen Murray : Dr Brent[1]
- Kay Walsh : Mme Brent[1]
- James Fox : Johnny Brent[1]
- Meredith Edwards : Harper
- Gladys Henson : Nounou
- Thora Hird : L'amie de la nounou
- Michael Brooke : Kit
- Wylie Watson : Pickering
- Julien Mitchell : Maire
- Anthony Oliver : Policier
- Molly Hamley-Clifford : Mme Dean
- Harold Goodwin : Homme assis à une table en pin
- Joan Hickson : Mme Ward
- Joss Ambler : Homme d'affaires
- Sam Kydd : facteur
- Russell Waters : Docteur
- James Robertson Justice : Clochard

## Autour du film
- The Magnet, diffusé en France sous le titre L'aimant[4], est un film britannique sorti en 1950. * C'est un drame réalisé par Charles Frend, d'après un scénario de T. E. B. Clarke[1]. La bande originale est composée par William Alwyn[1]. La distribution du long métrage de 79 min réunit, entre autres, l'actrice Kay Walsh et les acteurs Stephen Murray et James Fox[1],[4].
- Le film a été produit par Michael Balcon pour les Ealing Studios et distribué par la société britannique General Film Distributors[1].